# Parigi-Bourges 2021
La Parigi-Bourges 2021, settantesima edizione della corsa, valevole come evento dell'UCI Europe Tour 2021 categoria 1.1, si svolse il 7 ottobre 2021 su un percorso di 198 km, con partenza da Gien e arrivo a Bourges, in Francia. La vittoria fu appannaggio del belga Jordi Meeus, il quale completò il percorso in 4h20'58", alla media di 45,523 km/h, precedendo il francese Arnaud Démare e l'italiano Niccolò Bonifazio.
Sul traguardo di Bourges 115 ciclisti, su 139 partenti da Gien, portarono a termine la competizione.

## Squadre e corridori partecipanti
| N.      | Cod. | Squadra                   |
| ------- | ---- | ------------------------- |
| 1-7     | ACT  | AG2R Citroën Team         |
| 11-17   | GFC  | Groupama-FDJ              |
| 21-27   | TFS  | Trek-Segafredo            |
| 31-37   | BOH  | Bora-Hansgrohe            |
| 41-47   | IWG  | Intermarché-Wanty-Gobert  |
| 51-57   | COF  | Cofidis                   |
| 61-67   | APF  | Alpecin-Fenix             |
| 71-77   | BWB  | Bingoal Pauwels Sauces WB |
| 81-87   | BBK  | B&B Hotels                |
| 91-97   | TEN  | TotalEnergies             |
| 101-107 | SVB  | Sport Vlaanderen-Baloise  |

| N.      | Cod. | Squadra                         |
| ------- | ---- | ------------------------------- |
| 111-117 | ARK  | Team Arkéa-Samsic               |
| 121-126 | DKO  | Delko                           |
| 131-137 | UXT  | Uno-X Pro Cycling Team          |
| 141-147 | BBH  | Burgos-BH                       |
| 151-157 | EKP  | Equipo Kern Pharma              |
| 161-167 | RLY  | Rally Cycling                   |
| 171-177 | XRL  | Xelliss-Roubaix Lille Métropole |
| 181-187 | AUB  | St Michel-Auber 93              |
| 191-197 | VBG  | Team Vorarlberg                 |
| 201-207 | EVO  | EvoPro Racing                   |

## Ordine d'arrivo (Top 10)
| Pos. | Corridore         | Squadra       | Tempo    |
| ---- | ----------------- | ------------- | -------- |
| 1    | Jordi Meeus       | Bora          | 4h20'58" |
| 2    | Arnaud Démare     | Groupama      | s.t.     |
| 3    | Niccolò Bonifazio | TotalEnergies | s.t.     |
| 4    | Piet Allegaert    | Cofidis       | s.t.     |
| 5    | Bryan Coquard     | B&B Hotels    | s.t.     |
| 6    | Daniel McLay      | Arkéa         | s.t.     |
| 7    | Danny Van Poppel  | Intermarché   | s.t.     |
| 8    | Jason Tesson      | St Michel     | s.t.     |
| 9    | Milan Menten      | Bingoal       | s.t.     |
| 10   | August Jensen     | Delko         | s.t.     |